# 小岩居香草
小岩居香草（学名：Lysimachia saxicola var. minor）为报春花科珍珠菜属岩居香草的变种。分布在中国大陆的广西等地，多生于石灰岩上，目前尚未由人工引种栽培。